# عمرو بن أبي سفيان
عمرو بن أبي سفيان بن حرب الأموي العبشمي القرشي من فتيان قريش، شهد معركة بدر مع المشركين فأُسر يومئذٍ وقُتِل أخوه حنظلة بن أبي سفيان، فقيل لأبو سفيان بن حرب: ألا تفدي عمراً ؟ فقال: قُتِل ابني حنظلة، وأفدي ابني عمراً ! فأُصاب بمالي وولدي لا أفعل ذلك ! ولكني أنتظر حتى أُصيب منهم رجلاً فأفديه به، فأصاب سعد بن النعمان بن أكال وكان جاء معتمراً، ثم بداله بابنه عمرو. قال البلاذري: «أُسر عمرو بن أبي سفيان يوم بدرٍ فأطلق برجلٍ من المسلمين أسره المشركون فأطلقوه ولا عقب له». قال ابن هشام: «كان الذي أسر عمرو بن أبي سفيان يوم بدر علي بن أبي طالب».

## نسبه
هو: عمرو بن أبو سفيان وأسمه صخر بن حرب بن أمية بن عبد شمس بن عبد مناف بن قصي بن كلاب بن مرة بن كعب بن لؤي بن غالب بن فهر بن مالك بن قريش بن كنانة بن خزيمة بن مدركة بن إلياس بن مضر بن نزار بن معد بن عدنان الأموي العبشمي القرشي الكناني.